# Château des Nouettes
Le château des Nouettes est une demeure qui se dresse sur le territoire de la commune française d'Aube, dans le département de l'Orne, en région Normandie.

## Localisation
Le château des Nouettes est situé entre le Perche et le pays d'Ouche, à proximité de L'Aigle, sur la commune d'Aube, dans le département français de l'Orne.

## Historique
Le domaine appartint à Charles Lefebvre-Desnouettes, à qui l'achète la comtesse de Ségur, née Rostopchine, en 1820.
Issue d'une famille de l'aristocratie russe venue habiter en France en 1819, la comtesse de Ségur vit aux Nouettes jusqu'en 1872, entourée par ses huit enfants et ses petits-enfants, y écrivant nombre de ses célèbres récits.
Vendu en 1872, le domaine est depuis 1930 la propriété du département de l'Orne et abrite aujourd'hui un Institut médico-éducatif.

## Description

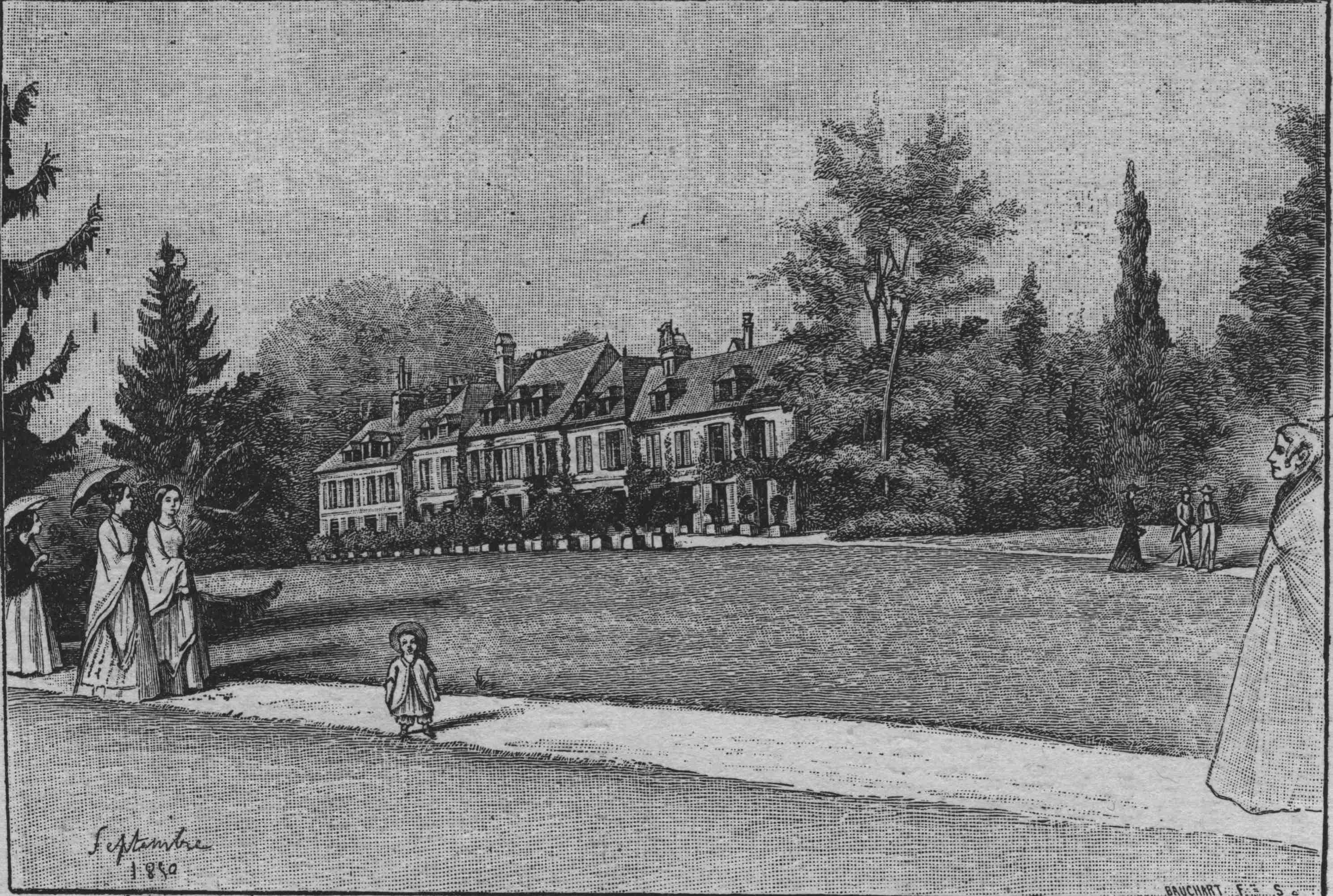
Château des Nouettes dessiné par Mgr de Ségur.

Sur un domaine d'une superficie de 72 hectares, la demeure, construite au XIXe siècle dans le goût classique, comprend une maison d'habitation avec cour et jardin de maître. Il y a aussi les maisonnettes du concierge et du jardinier, ainsi qu'une ferme, des prairies et des bois. Le parc est planté d'arbres vénérables.